# Maher shalal hash bas
Maher-Shalal Hash-Bas eller Maher-Shalal-Hash-Baz (hebreiska: מהר שלל חש בז, "snart rov, strax byte") var en av profeten Jesajas söner, enligt Bibeln. Namnet gavs till honom "ty förrän gossen kan säga 'fader' och 'moder' skall man bära Damaskus’ skatter och byte från Samaria fram för konungen i Assyrien" (Jes. 8:4).